# Rolli de Génova
Las Strade Nuove (calles nuevas) y la red de los palacios del Rolli del centro histórico de Génova datan de finales del siglo XVI y principios del XVII, época en la que esta república marítima se hallaba en el apogeo de su poderío financiero y comercial. Este lugar ofrece el primer ejemplo de proyecto de ordenación urbana en parcelas realizado en Europa por los poderes públicos en un marco unitario, y está asociado a un sistema particular de alojamiento público en viviendas de particulares, establecido por un decreto del Senado de la República Génova en 1576. La zona comprende un conjunto de mansiones renacentistas y barrocas que flanquean las conocidas como calles nuevas. Estos edificios presentan una extraordinaria variedad de soluciones arquitectónicas, que son de trascendencia universal por su ejemplar adaptación a las características particulares de su emplazamiento y las exigencias de una organización socioeconómica específica. También constituyen un ejemplo original de un sistema público de residencias privadas, cuyos propietarios tenían la obligación de albergar a los huéspedes oficiales del Estado.

## Palacios
Hay cuarenta y dos edificios incluidos en el patrimonio de la Humanidad de la Unesco:
|    | Fundador                               | Ubicación                  | Palacio                                               |
| -- | -------------------------------------- | -------------------------- | ----------------------------------------------------- |
| 1  | Antonio Doria                          | Largo Lanfranco, 1         | Palazzo Doria-Spinola                                 |
| 2  | Clemente Della Rovere                  | Piazza Rovere, 1           | Palazzo Clemente Della Rovere                         |
| 3  | Giorgio Spinola                        | salita S. Caterina, 4      | Palazzo Giorgio Spinola                               |
| 4  | Tomaso Spinola                         | salita S. Caterina, 3      | Palazzo Tommaso Spinola                               |
| 5  | Giacomo Spinola                        | Piazza Fontane Marose, 6   | Palazzo Giacomo Spinola                               |
| 6  | Agostino Ayrolo                        | Piazza Fontane Marose, 3-4 | Palazzo Negrone                                       |
| 7  | Paolo e Nicolò Interiano               | Piazza Fontane Marose, 2   | Palazzo Paolo Battista e Niccolò Interiano            |
| 8  | Agostino Pallavicini                   | Via Garibaldi, 1           | Palazzo Pallavicini-Cambiaso                          |
| 9  | Pantaleo Spinola                       | Via Garibaldi, 2           | Palazzo Pantaleo Spinola                              |
| 10 | Franco Lercari                         | Via Garibaldi, 3           | Palazzo Lercari-Parodi                                |
| 11 | Tobia Pallavicini                      | Via Garibaldi, 4           | Palazzo Carrega-Cataldi                               |
| 12 | Angelo Giovanni Spinola                | Via Garibaldi 5            | Palazzo Angelo Giovanni Spinola                       |
| 13 | Gio Battista Spinola                   | Via Garibaldi, 6           | Palazzo Gio Battista Spinola                          |
| 14 | Nicolosio Lomellini                    | Via Garibaldi, 7           | Palazzo Podestà                                       |
| 15 | Lazzaro y Giacomo Spinola              | Via Garibaldi, 8-10        | Palazzo Cattaneo-Adorno                               |
| 16 | Nicolò Grimaldi                        | Via Garibaldi, 9           | Palazzo Doria-Tursi                                   |
| 17 | Baldassarre Lomellini                  | Via Garibaldi 12           | Palazzo Baldassarre Lomellini                         |
| 18 | Luca Grimaldi                          | Via Garibaldi, 11          | Palazzo Bianco                                        |
| 19 | Rodolfo y Francesco Brignole Sale      | Via Garibaldi 18           | Palazzo Rosso                                         |
| 20 | Gerolamo Grimaldi                      | salita S. Francesco, 4     | Palazzo Gerolamo Grimaldi                             |
| 21 | Gio Carlo Brignole                     | Piazza Meridiana, 2        | Palazzo Gio Carlo Brignole                            |
| 22 | Bartolomeo Lomellini                   | Largo Zecca, 4             | Palazzo Bartolomeo Lomellini                          |
| 23 | Stefano Lomellini                      | Via Cairoli, 18            | Palazzo Lomellini-Doria Lamba                         |
| 24 | Giacomo Lomellini y Cattaneo De Marini | largo Zecca, 2             | Palazzo Giacomo Lomellini e Palazzo De Marini-Spinola |
| 25 | Antoniotto Cattaneo                    | Piazza della Nunziata, 2   | Palazzo Belimbau                                      |
| 26 | G. Agostino Balbi                      | Via Balbi,1                | Palazzo Gio Agostino Balbi                            |
| 27 | Gio Francesco Balbi                    | Via Balbi, 2               | Palazzo Gio Francesco Balbi                           |
| 28 | Giacomo e Pantaleo Balbi               | Via Balbi, 4               | Palazzo Balbi-Senarega                                |
| 29 | Francesco Balbi Piovera                | Via Balbi, 6               | Palazzo Francesco Maria Balbi Piovera                 |
| 30 | Stefano Balbi                          | Via Balbi, 10              | Palazzo Reale                                         |
| 31 | Cosma Centurione                       | Via Lomellini, 8           | Palazzo Cosma Centurione                              |
| 32 | Giorgio Centurione                     | Via Lomellini, 5           | Palazzo Giorgio Centurione                            |
| 33 | Gio Battista Centurione                | Via del Campo, 1           | Palazzo Gio Battista Centurione                       |
| 34 | Cipriano Pallavicini                   | Piazza Fossatello, 2       | Palazzo Cipriano Pallavicini                          |
| 35 | Nicolò Spinola                         | Via S. Luca, 14            | Palazzo Nicolò Spinola                                |
| 36 | Francesco Grimaldi                     | Piazza Pellicceria, 1      | Palazzo Spinola di Pellicceria                        |
| 37 | Gio Battista Grimaldi                  | Vico S. Luca, 4            | Palazzo Gio Battista Grimaldi                         |
| 38 | Gio Battista Grimaldi                  | Piazza S. Luca, 2          | Palazzo Gio Battista Grimaldi                         |
| 39 | Stefano De Mari                        | Via S. Luca, 5             | Palazzo Stefano De Mari                               |
| 40 | Ambrogio De Nigro                      | Via S. Luca, 2             | Palazzo Ambrogio Di Negro                             |
| 41 | Emanuele Filiberto Di Negro            | Via al Ponte Reale, 2      | Palazzo Emanuele Filiberto Di Negro                   |
| 42 | Croce De Marini                        | Piazza De Marini , 1       | Palazzo De Marini-Croce                               |

## Galería de imágenes

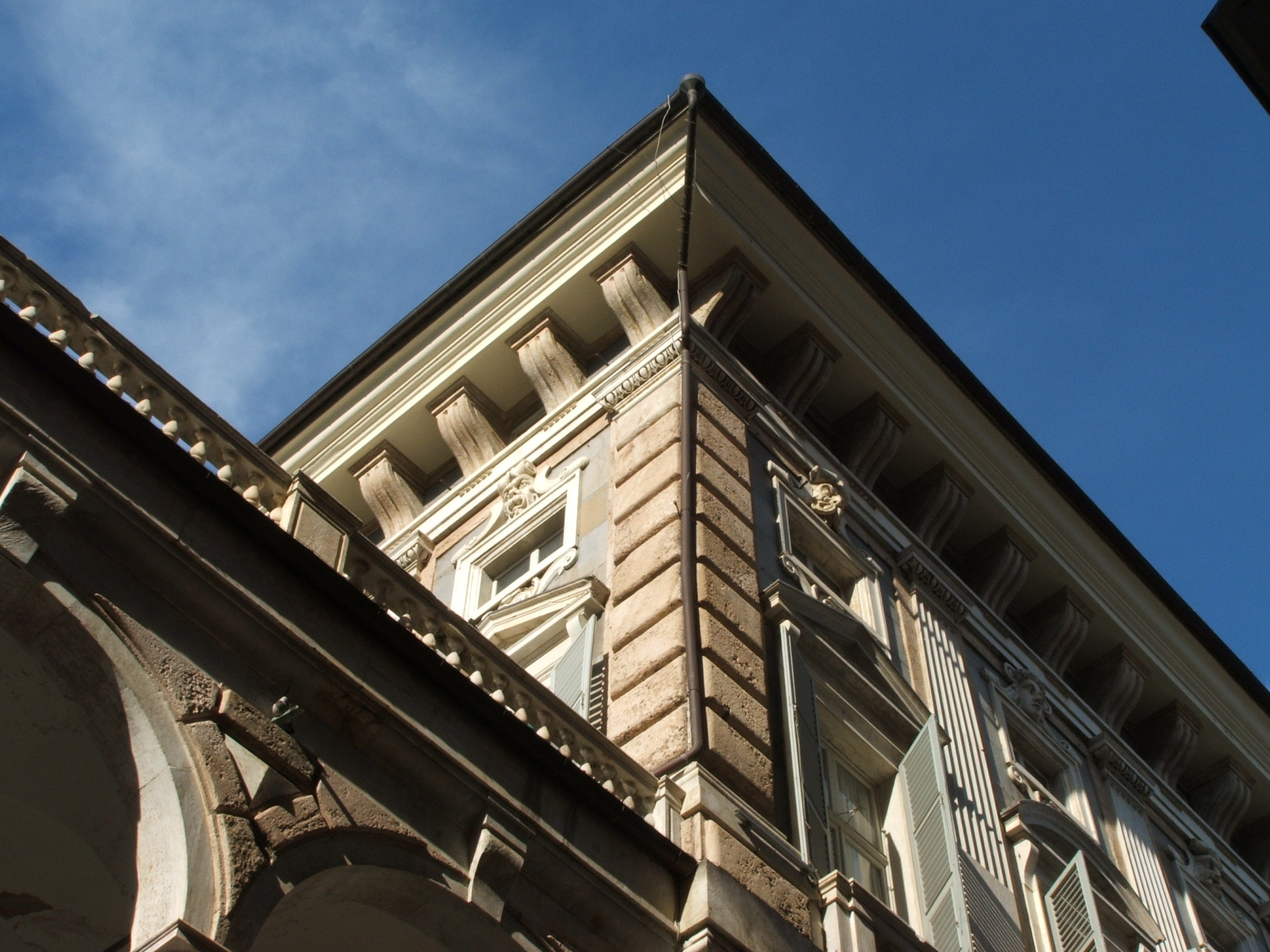
Palacio en la via Garibaldi
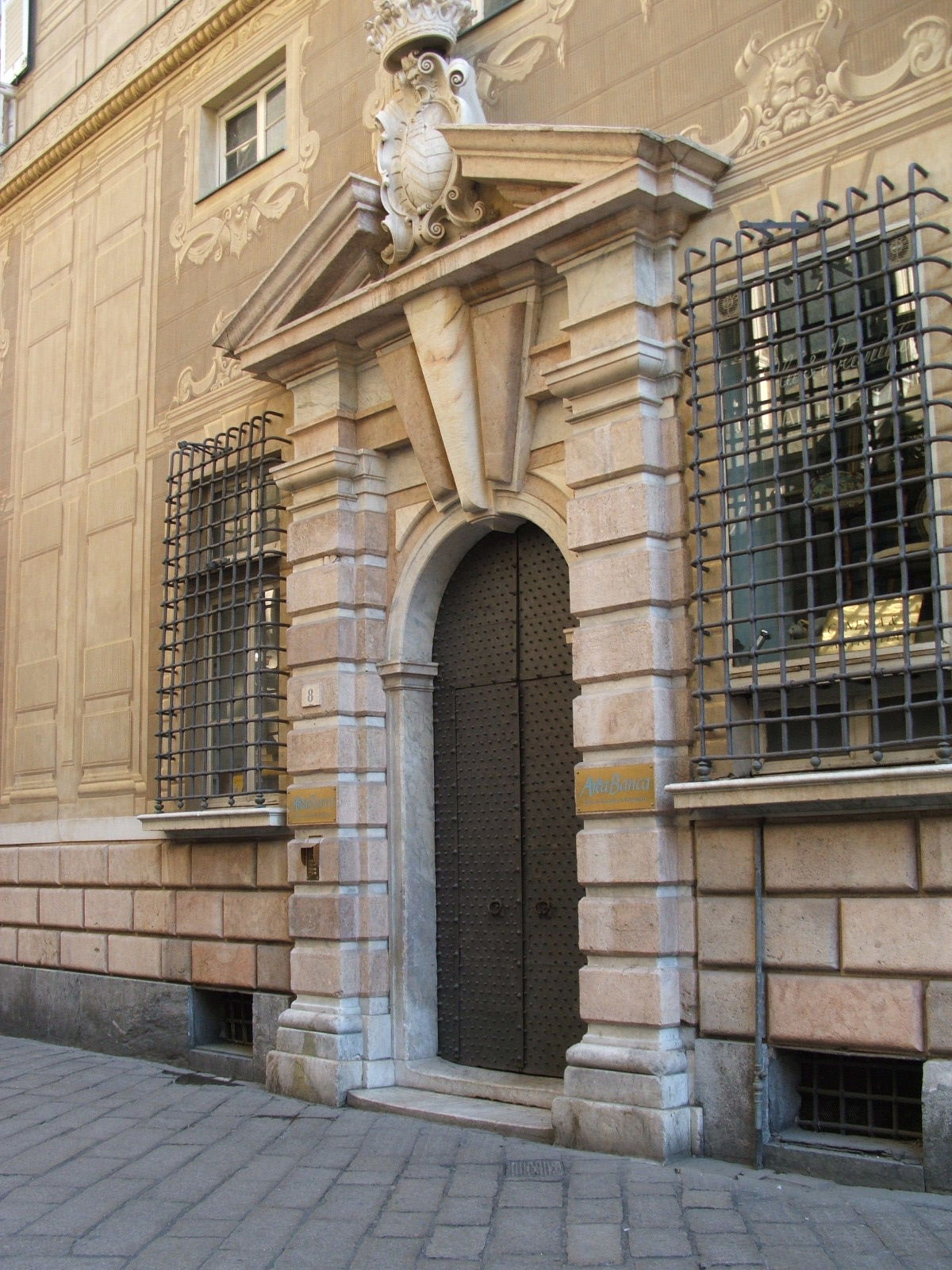
Puerta de un palacio
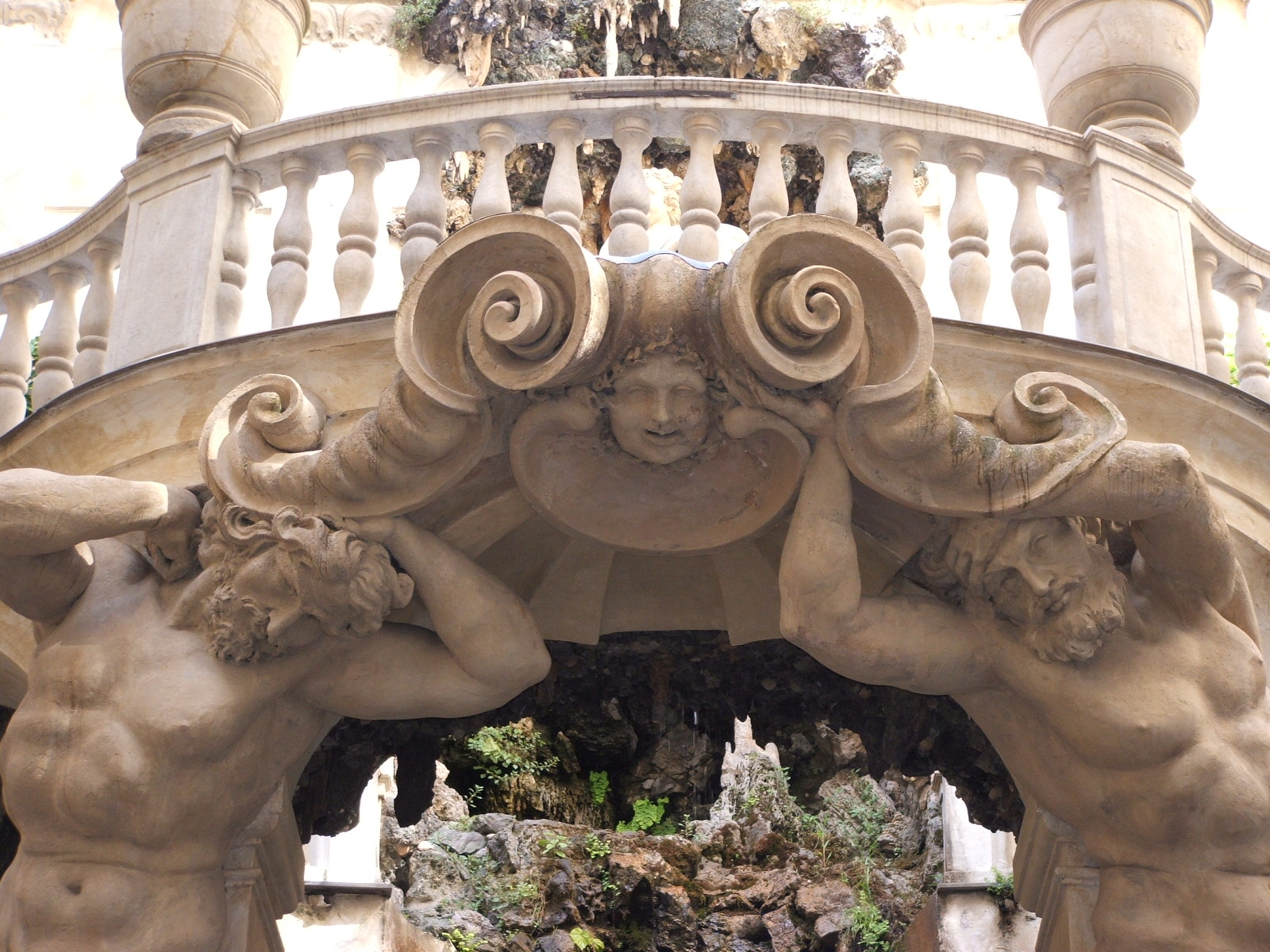
Jardín en el Palazzo Podestà
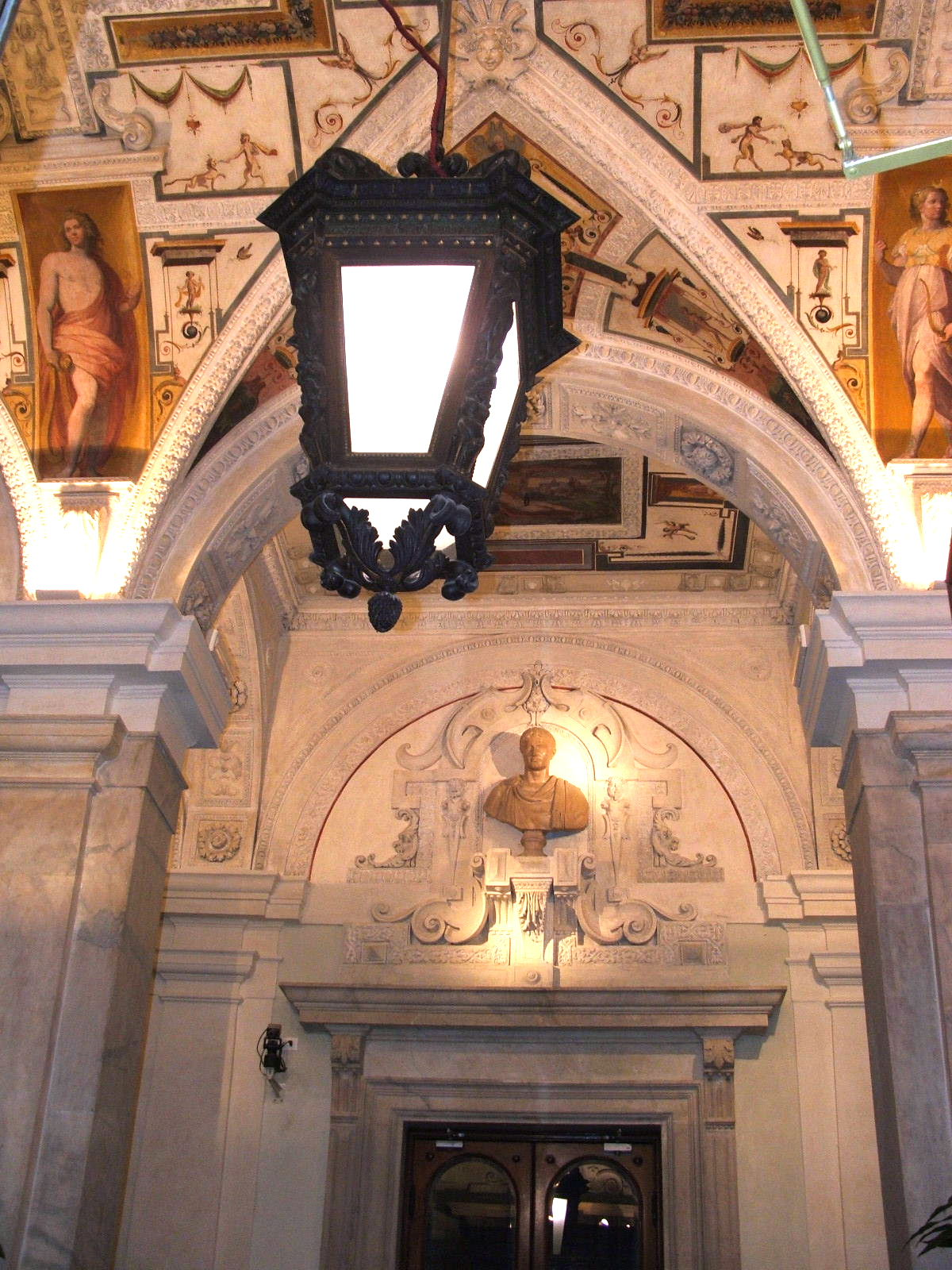
Atrio del Palazzo Carrega Cataldi